# Le Meurtre du Commandeur
Le Meurtre du Commandeur (騎士団長殺し, Kishidanchō-goroshi) est le quatorzième roman de l'écrivain japonais Haruki Murakami, publié au Japon en 2017. La traduction française est parue en octobre 2018, aux Éditions Belfond, en deux tomes - Une Idée apparaît (顕れるイデア編, Arawareru idea hen) et La Métaphore se déplace (遷ろうメタファー編, Utsurou metafā hen) - ; elle est due à Hélène Morita.

## Personnages
Le narrateur et personnage principal, anonyme, 36 ans, donc né vers 1970 (si l'action se déroule vers 2010), peintre, portraitiste de talent, vient d'être quitté par son épouse, Yuzu, 33 ans, après six ans de mariage. 
Après une errance automobile (dans une vieille Peugeot 205), il trouve refuge dans la maison de montagne du père d'un ami d'université, près d'Odawara (Préfecture de Kanagawa, Honshū).
Il est resté attaché au souvenir de sa jeune sœur Komi, de trois ans plus jeune, morte à 12 ans, d'arythmie cardiaque.
Cette mort explique sans doute ses crises de claustrophobie. Il peint des portraits sur commande, avec un succès certain, mais sans passion.
Le père de cet ami d'études, Tomohiko Amada, célèbre peintre, né vers 1915, est désormais placé en résidence médicalisée.
Il a été autrefois peintre de yō-ga (le style occidental), a suivi une formation en Autriche  – la patrie de Mozart– à Vienne, en 1935-1938, à la veille de l'Anschluss.
Après un drame qui se révèlera peu à peu, il est revenu au Japon, où il a changé de genre pictural et renouvelé la peinture nihonga (de style traditionnel).
Son atelier a souvent été cette maison de bois, isolée, vide de tout tableau, mais pleine de romans et de disques de musique classique européenne.
Son fils n'a guère apprécié ce père distant.
Sur l'autre pan de cette vallée encaissée, une construction moderne est la seule trace (visible depuis cet ermitage) d'une présence humaine.
Cette résidence luxueuse est habitée par Wataru Menshiki, un bel homme solitaire, riche et énigmatique, peut-être un entrepreneur informatique ou un spéculateur boursier, séjournant là depuis trois ans.
Une troisième construction, visible seulement depuis la villa de Menshiki, est habitée par un  veuf, Yoshindsu Akikawa, sa sœur célibataire Shôko, et sa fille, Marié, dont la mère est morte de piqûres de guêpes.

## Intrigue du tome 1, "Une idée apparaît"
Quand son épouse Yuzu lui signifie la fin de leur mariage, le narrateur décide de lui laisser leur logement et d'abandonner sa carrière de portraitiste. N'emportant que quelques affaires, il erre dans sa voiture, principalement à Hokkaidō. Un soir, une jeune femme s'impose à sa table de restaurant, apparemment poursuivie par un homme en Subaru blanche. Leur nuit d'amour dans un Love Hotel où elle lui demande de l'attacher et de l'étrangler, par jeu érotique, semble surveillée par ce mystérieux personnage, incarnant peut-être sa mauvaise conscience ou un double violent.
Sur la recommandation du jeune Amada qui le loge dans la maison de montagne paternelle, le narrateur donne quelques cours de peinture, pour enfants et pour adultes, à Odawara (assez près de Tokyo à vol d'oiseau). Il entretient une liaison avec une femme qui participe à son atelier.
Un jour, il est intrigué par un bruit étrange au grenier. Il y découvre un hibou et un rouleau qu'il ouvre : c'est un tableau inconnu de Tomohiko Amada, dans le style nihonga, qui représente manifestement une scène de l'opéra de Mozart Don Giovanni, qu'il est justement en train d'écouter, d'où le titre qu'il lui donne, Le Meurtre du Commandeur.
Son épouse lui transmet le dossier de divorce à contresigner, et son agent la proposition très généreuse de son voisin Wataru Menshiki qui souhaite lui faire faire son portrait. Après quelques séances de pose, le tableau, d'un style un peu abstrait, est achevé et apprécié par Menshiki.
Ce sursaut d'inspiration conduit même le peintre narrateur à tenter le portrait de l'inquiétant homme à la Subaru blanche qui l'obsède et qu'il croira revoir par la suite ; il ne l'achèvera pas.
Les discussions du narrateur avec son voisin et modèle portent en partie sur la musique classique et moderne (Puccini, Schubert, Debussy, Beethoven, Mozart, Monk, Coltrane, Coleman Hawkins), la peinture classique et moderne (Rembrandt, van Gogh, Matisse, Braque, Delacroix, Warhol), la littérature occidentale et orientale (Poe, Proust, Kafka,  Ueda Akinari), et la cuisine.
Une nuit, le narrateur est réveillé par un bruit de clochette à l'extérieur. Il semble provenir de l'intérieur d'un amas d'énormes pierres, derrière un petit sanctuaire rustique, à l'entrée des bois .
Comme le phénomène se répète, il le signale à Menshiki, qui fait intervenir une entreprise de déblaiement.
Menshiki lui offre un récit de Ueda Akinari (1734-1806), dont le sujet semble correspondre à la situation, autour d'une petite musique et de la momie d'un moine bouddhiste, qui, par une pratique ascétique de momification, est parvenu à « entrer vivant dans l'immobilité », devenant un Sokushinbutsu (p. 269, en version poche).
Les roches sont déplacées. Sous un couvercle en bois, ils trouvent une fosse ronde de deux mètres de diamètre et trois de profondeur, avec des murs soigneusement construits et sans aspérité, et à l'intérieur, une petite clochette bouddhiste.
Menshiki s'y fait  enfermer pendant une heure pour méditer, sans possibilité d'en sortir seul.
Une autre nuit, le narrateur entend à nouveau le bruit de clochette, mais à l'intérieur de l'atelier, où il a déposé l'instrument ; de plus, le tabouret devant le chevalet a été déplacé. Dans la pièce voisine apparaît alors un personnage de taille réduite, sosie du Commandeur du tableau, avec lequel un étrange dialogue s'engage. 
Le personnage, sorti de la fosse et comme invité  par la clochette, est entré dans la demeure et y a observé le peintre et son amante.
Il n'est visible et audible qu'au narrateur. Il se manifeste désormais de temps à autre, se présentant énigmatiquement comme une idée.
Menshiki invite le peintre à dîner chez lui (ainsi que, par plaisanterie, le Commandeur du tableau, comme fait Don Juan dans l'opéra de Mozart), et lui demande de réaliser aussi le portrait d'une des élèves du cours de peinture : Marié (prononcé Ma-li-yé) Akigawa, 13 ans, qu'il pense être sa propre fille (née de son unique amour : la femme  morte de piqûres de guêpes), car il souhaite l'approcher comme par hasard lors d'une séance de pose, où elle viendra accompagnée de sa tante. Quoique de nature taciturne, la petite fille se confie au peintre narrateur à qui elle rappelle sa petite soeur défunte Komi.

## Intrigue du tome 2, "La métaphore se déplace"
Le tome II se compose des chapitres 33 à 64, relatant des faits qui se déroulent en novembre et décembre.
Dès le deuxième dimanche de pose pour le portrait de Marié, le peintre s'interroge sur la possibilité de rendre « la singularité de l'éclat de ses yeux ».
La tante Shôko et Menshiki font connaissance et semblent bien s'entendre. 
La clochette disparaît de la maison.
Le peintre descend dans la fosse et rêve que celle-ci se referme sur lui.
De retour à l'atelier, il comprend que dans le tableau inachevé de l'homme à la Subaru blanche « résidait à l'état latent quelque chose  qui possédait un dangereux pouvoir ».
Il entreprend un dessin fouillé de la fosse, qu'il interprète ensuite comme celui du sexe de sa petite amie.
Le peintre évoque, seul ou avec Marié, ses lectures philosophiques, littéraires et historiques (Kant, T. S. Eliot, F. Scott Fitzgerald, Dostoïevski, Orwell, et un récit de la défaite de l'Invincible Armada), et ses écoutes musicales : Chopin, Haendel, Debussy, Clifford Brown, Billie Holliday, Bob Dylan, les Doors, Bruce Springsteen, Roberta Flack et Donny Hathaway.
Les recherches du narrateur pour comprendre le sujet de l'étrange tableau Le meurtre du Commandeur lui ont fait découvrir que le peintre Tomohiko Amada, lors de son séjour autrichien, a été mêlé à la tentative d'assassinat d'un dignitaire nazi où la jeune femme qu'il aimait a trouvé la mort. La peinture, gardée secrète,  serait ainsi une métaphore de ces événements autobiographiques.  
De son côté, Menshiki aussi fait des recherches sur le jeune frère d'Amada, Tsuguhiko, un étudiant en musique, soldat à partir de 1937, forcé de participer aux massacres pendant la guerre, et qui s'est suicidé. L'ami du narrateur ignore, lui, presque tout de cette tragique histoire familiale concernant son père et son oncle.
Une nuit, le peintre est réveillé : quelqu'un, dans l'atelier, scrute Le meurtre du Commandeur, sans doute son auteur Tomohiko Amada (ou l'esprit de celui-ci), puis disparaît.
Son ami Masahito Amada annonce que Yuzu est enceinte d'un de ses collègues.
Le narrateur se souvient alors d'un rêve où, depuis l'avoir quittée, il a eu un rapport sexuel avec celle-ci, à une date qui peut correspondre avec l'avancement de sa grossesse.
Quant à la petite Marié, elle lui apprend qu'elle connaît très bien cette maison dont elle a fait son terrain de chasse.
Mais voilà que Marié disparaît. Menshiki vient vérifier avec le narrateur qu'elle n'est pas dans la fosse, où il trouve cependant le pingouin en plastique  qui était attaché comme un talisman à son téléphone portable.
Les deux hommes en infèrent que la fosse est un sas, un lieu de transit, et qu'elle laisse passer qui elle veut.
Le Commandeur explique au narrateur comment retrouver la petite fille : il doit  suivre son ami Masahito qui va rendre visite à son père, quoique dans le coma.
À l'hospice, le Commandeur oblige le narrateur à rejouer la scène du meurtre et donc à le tuer : alors le personnage du tableau surnommé Long Visage, qui sort sa tête d'une trappe dans un coin de la toile, apparaît dans un angle de la pièce, est attrapé par le narrateur et forcé d'indiquer comment retrouver Marié dans le piège où elle s'est peut-être enfermée.
Le peintre descend dans la trappe, et tel un Orphée à la recherche de son Eurydice, il découvre et parcourt un monde souterrain analogue aux enfers de la mythologie grecque, avec une rivière à traverser dans la barque d'un Charon sans visage (auquel il donne en guise d'obole le petite pingouin en plastique de Marié), un Léthé dont il boit l'eau, une forêt obscure, une grotte où il rencontre la Donna Anna de l'opéra et du tableau, puis un très long boyau qui aboutit dans la fosse derrière la maison. Prisonnier, le narrateur ne peut qu'agiter la clochette qu'il y retrouve. Menshiki finit par l'entendre et le délivre au bout de trois jours, comme dans une sorte de résurrection.
Marié, rentrée chez elle, a passé ses jours d'absence cachée dans la maison de Menshiki, intriguée par l'intérêt de celui-ci pour elle-même et pour sa tante qui est devenue sa maîtresse.
Le narrateur décide de se réconcilier avec son épouse et d'élever le bébé comme le sien.        

## Bilan critique
Dans la trame des aventures sentimentales du narrateur et de Menshiki qui entrecroisent les thèmes de l'amour, du sexe, du mariage et de la paternité, le roman mêle des réflexions sur les arts : peinture, musique et littérature, sur un double fond de religiosité japonaise (la croyance aux esprits, aux talismans, aux rêves) et d'histoire contemporaine (la 2ème guerre mondiale, de l'Autriche au Japon). 
Pour Corinne Renou-Nativel, c'est le retour à la meilleure veine de l'auteur avec ce récit qui ensorcelle. 
Le livre a été condamné à Hong-Kong pour l'indécence de quelques scènes sexuelles explicites, dans le premier tome surtout.
Ce roman a été désigné "meilleure fiction 2018" (Kirkus Reviews) : bizarre, séduisant, exigeant.
D'autres le trouvent décevant à trop évoquer métaphores et idées.